# Скандальна подія в Брікміллі
«Скандальна подія в Брікміллі» (рос. «Скандальное происшествие в Брикмилле») — радянський двосерійний художній телефільм, знятий режисером Юрієм Соломіним за мотивами п'єси англійського письменника і драматурга Джона Бойнтона Прістлі «Скандальна подія з містером Кеттлом і місіс Мун» у 1980 році.

## Сюжет
Дія відбувається в провінційному британському містечку Брікміллі, приблизно в середині XX століття. Джордж Кеттл — строга і нудна людина, керівник місцевого банку, який живе по неухильному розпорядку. Але в один прекрасний день відбувається диво. Коли містер Кеттл, який зазвичай, приходив на роботу до 9.00, він раптом почув всередині себе голос. Через кілька секунд життя його безповоротно змінилося. Він повернувся додому з іграшками з дитячого магазину і почав грати в мисливця. Потім із задоволенням виконав партію великого барабана, акомпануючи опері «Князь Ігор». І, нарешті, зізнався в любові старій знайомій Делії Мун, з якою до цього навіть не наважувався толком заговорити. Знайомі вирішили, що він впав у дитинство або пішов у запій. Але вся річ у тому, що відтепер містер Кеттл вирішив бути абсолютно чесним із самим собою й оточуючими…

## У ролях
- Юрій Соломін — Джордж Кеттл
- Неллі Корнієнко — Делія Мун
- Тетяна Панкова — місіс Твіггі
- Олександра Яковлєва — Моніка Твіггі
- Еммануїл Віторган — Стріт
- Євген Весник — Хардейкер
- Григорій Лямпе — Гренок
- Борис Іванов — Клінтон
- Олександр Вокач — містер Генрі Мун
- Борис Клюєв — секретар

## Знімальна група
- Режисер —  Юрій Соломін
- Сценарист — Василь Соловйов
- Оператор — Анатолій Лєсніков
- Композитор — Геннадій Подєльський
- Художник — Юрій Істратов